# سوساکی، کوچی
سوساکی در استان کوچی در کشور ژاپن واقع شده‌است که دارای جمعیت ۲۵٬۶۷۹ نفر و مساحت ۱۳۵٫۴۶ کیلومتر مربع با تراکم جمعیت ۱۹۰ نفر در کیلومترمربع است و در تاریخ ۱ اکتبر ۱۹۵۴ به عنوان شهر شناخته شد.